# George Weigel
George Weigel (n. Baltimore, 1951) es un escritor y politólogo católico estadounidense. Fue el presidente fundador de la Fundación James Madison. Es el autor del best-seller Testigo de la esperanza, libro biográfico sobre Juan Pablo II.

## Biografía
Weigel creció en Baltimore, Maryland, donde asistió al St. Mary's Seminary y a la Universidad, y más tarde obtuvo su graduación en la University of St. Michael's College de Toronto. Weigel ha recibido nueve doctorados honoris causa, además de la cruz Pro Ecclesia et Pontifice y la Medalla de Oro Gloria Artis del gobierno polaco.
Weigel vivió en Seattle mientras trabajaba como profesor asistente de Teología y Decano de Estudios en el St. Thomas Seminary School of Theology de Kenmore.
En 1986 Weigel fundó la James Madison Foundation.
Trabaja como Socio Decano y catedrático de Estudios Católicos en la Ethics and Public Policy Center de Washington D. C..
Weigel y su esposa Joan viven en North Bethesda, Maryland.

### Libros de Weigel en inglés
- The End and the Beginning. Pope John Paul II: The Victory of Freedom, the Last Years, the Legacy. Random House. 2010. ISBN 978-0-385-52479-7.
- Faith, Reason, and the War Against Jihadism: A Call to Action, Doubleday, 2007, ISBN 978-0-385-52378-3.
- God's Choice: Pope Benedict XVI and the Future of the Catholic Church, Harper Collins, 2005, ISBN 0-06-621331-2.
- The Cube and the Cathedral: Europe, America, and Politics Without God, Basic Books, 2005, ISBN 0-465-09266-7.[1]
- Letters to a Young Catholic, Basic Books, 2004, ISBN 0-465-09262-4.
- The Courage To Be Catholic: Crisis, Reform, and the Future of the Church, Basic Books, 2002, ISBN 0-465-09260-8.[2]
- The Truth of Catholicism: Ten Controversies Explored, Harper Collins, 2001, ISBN 0-06-621330-4.
- Witness to Hope: The Biography of Pope John Paul II, Harper Collins, 1999, ISBN 0-06-018793-X.
- Soul of the World: Notes on the Future of Public Catholicism, Eerdmans, 1996, ISB 0802842070.
- The Final Revolution: The Resistance Church and the Collapse of Communism, Oxford University Press, 1992, ISBN 0-19-507160-3.
- Just War and the Gulf War, Ethics and Public Policy Center, 1991, ISBN 0-89633-166-0.
- Freedom and Its Discontents: Catholicism Confronts Modernity, Ethics and Public Policy Center, 1991, ISBN 0-89633-158-X.
- American Interests, American Purpose: Moral Reasoning and U.S. Foreign Policy, Praeger Publishers, 1989, ISBN 0-275-93335-0.
- Catholicism and the Renewal of American Democracy, Paulist Press, 1989, ISBN 0-8091-3043-2.
- Tranquillitas Ordinis: The Present Failure and Future Promise of American Catholic Thought on War and Peace, Oxford University Press, 1987, ISBN 0-19-504193-3.

### Ediciones en español
- Biografía de Juan Pablo II: testigo de esperanza. Plaza & Janés Editores. 2000. ISBN  978-84-01-37652-8.

- El coraje de ser católico: crisis, reforma y futuro de la Iglesia. Editorial Planeta. 2003. ISBN 978-84-08-04693-6.

- Política sin Dios: Europa y América, el cubo y la catedral. Ediciones Cristiandad. 2005. ISBN 978-84-7057-509-9.

- La elección de Dios: Benedicto XVI y el futuro de la Iglesia. Ciudadela Libros. 2006. ISBN 978-84-934669-3-0.

- Occidente en guerra contra el Yihadismo. El papel de la fe y la razón. Ediciones Palabra. 2009. ISBN 978-84-9840-249-0.
- Cartas a un joven católico. Ediciones Cristiandad. 2006. ISBN 9788470575143.
- La verdad sobre el catolicismo. Cristiandad. 2009. ISBN 978-84-7057-563-1.
- Juan Pablo II. El final y el principio. Editorial Planeta. 2011. ISBN 9788408105381.

### En inglés
- Online archive of Weigel articles
- His page at the Ethics and Public Policy Center
- Biography of Weigel at the International Relations Center
- George Weigel blog
- James Madison Memorial Fellowship Foundation

### En español
- Algunos artículos de George Weigel
- George Weigel: ¿Hacia dónde va la Iglesia? (enlace roto disponible en Internet Archive; véase el historial, la primera versión y la última). (entrevista)

- Datos: Q2529888
- Multimedia: George Weigel / Q2529888